# 巨宝庄镇
巨宝庄镇，是中华人民共和国内蒙古自治区乌兰察布市丰镇市下辖的一个乡镇级行政单位。

## 行政区划
巨宝庄镇下辖以下地区：
丹州营村、巨宝庄村、铺路村、东十八台村、西十八台村、张字村、新营子村、九东沟村、四十二号村、马家库联村、十二沟村、北五泉村和洪字村。